# 꽃피는 아몬드 나무
《꽃피는 아몬드 나무》(Almond Blossoms)는 1888년과 1890년에 빈센트 반 고흐가 프랑스 남부 아를과 생레미에서 꽃이 만발한 아몬드 나무를 그린 여러 그림 모음이다. 꽃나무는 반 고흐에게 특별한 존재로 각성과 희망을 상징했다. 그는 꽃나무 모습을 미학적으로 즐겼으며 꽃나무를 그리는 데서 기쁨을 찾았다. 해당 그림은 빈센트 반 고흐가 자신의 조카에게 준 첫 선물이자 그의 37년 인생 마지막 봄에 그린 마지막 꽃그림이다. 이 꽃 그림은 조카를 새로운 희망의 아몬드 나무에 비유한 것이다. 